# Gillmanfest
Gillmanfest es un festival venezolano de heavy metal que organiza y protagoniza el cantante Paul Gillman, vocalista de Gillman y exvocalista de Arkangel, con el apoyo del gobierno e instituciones venezolanas. Fue realizado por primera vez en Valencia en el 2005 y, hasta entonces, ha completado 15 ediciones en diferentes ciudades del país y presentado a diversos artistas no solo nacionales sino internacionales, de la talla de Paul Di'Anno, Kraken, Rata Blanca, Megadeth, Testament, Tim "Ripper" Owens, Brujería, Lujuria, Overkill, Uriah Heep, Tren Loco, Destruction, Fear Factory, Sepultura, Saxon, Annihilator, Leo Jiménez, Sherpa (músico), José Andrea entre otros.

## Características
Inicialmente, una de las principales características del Gillmanfest era su carácter de entrada gratuita: ninguna de las personas que asisten debe pagar para poder disfrutar de lo mejor del rock duro, aunque desde la edición en Carabobo se empezó a cobrar una "entrada solidaria". Estos conciertos son financiados por distintos entes públicos y privados, entre ellos el gobierno venezolano; y buscan darle fuerza al Movimiento del Rock en Venezuela.
También es importante destacar el hecho de que la organización del festival le da participación al público, permitiendo seleccionar las agrupaciones que cerraran los conciertos mediante el voto directo desde la página web del festival. 
También se han realizado conciertos para seleccionar a las agrupaciones locales que luego tocarán en el festival. Son llamados "Pre-Gillmanfest" y pueden enviar sus demos las agrupaciones del estado en el que se realizará el Festival. La selección se hace finalmente por el voto del público, lo que le da un carácter democrático.

## Ediciones del Gillmanfest por año

### Gillmanfest Carabobo 2005, Valencia

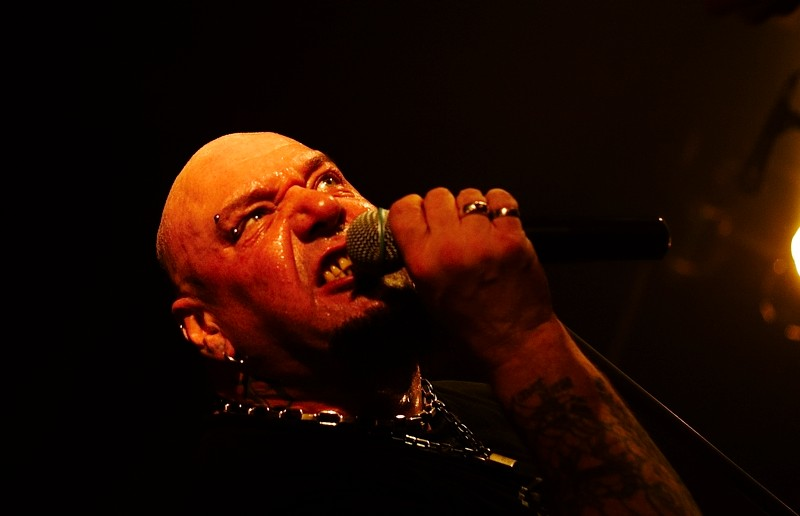
Paul Di'Anno exvocalista de Iron Maiden.

El primer Gillmanfest se realizó en el Complejo Deportivo Bicentenario de Naguanagua, contó con un cartel encabezado por Paul Di'Anno, exvocalista de Iron Maiden; la banda Gillman, Arkangel Reunión, Grand Bite, Resistencia y Horus. Aluvión también era otra banda perteneciente al cartel de esta primera edición, pero finalmente no pudieron participar por inasistencia.

### Gillmanfest Yaracuy 2005, San Felipe
Fue realizado en el teatro Andrés Bello. Tocaron las bandas Celtika, Enigma, Gillman, y un tributo a Black Sabbath llamado War Pigs. En el festival se regalaron gratis 1000 CD de cortesía del entonces nuevo álbum de Gillman, titulado ¨Despertando en la historia¨

### Gillmanfest Oriente 2006, Puerto La Cruz
Esta edición, es la primera del festival realizada en la ciudad de Puerto La Cruz -al oriente de Venezuela-, específicamente en el Paseo Colón de dicha ciudad. Reunió a la agrupación argentina tributo a Queen, Dios Salve a la Reina, junto a Arkángel Reunión, la también argentina The Cash y las venezolanas Landsemk, Alas Negras y Jhan, estas últimas sin anunciarse en la publicidad previa al evento.

### Gillmanfest Oriente 2007, Puerto La Cruz
Esta segunda edición oriental fue realizada en el estacionamiento del Polideportivo Simón Bolívar, y contó con las bandas internacionales Led Zep y Live Wire, tributos oficiales de Led Zeppelin y AC/DC respectivamente; además Landsemk, Aldebarán y Gillman.

### Gillmanfest Carabobo 2007, Naguanagua
Bajo el lema "Rock por la integración" se realizó el Gillmanfest Carabobo 2007, que reunió en un mismo escenario a Gillman, Rata Blanca de Argentina, y Kraken de Colombia. Además, contó con las agrupaciones nacionales Allegro Andantino, Santo Greal y Gastonia.
Se calcula una asistencia de más de 40 mil personas.

### Gillmanfest Carabobo 2008, Valencia
Esta vez, bajo el lema "Rock contra la guerra", se realizó la edición 2008 del festival en Carabobo, por primera vez durante dos días consecutivos (24 y 25 de mayo).
La primera fecha contó con la presencia de la banda estadounidense Testament, junto a Gillman en una tarima gigante especial, y las bandas regionales -ganadoras del llamado pregillmanfest Carabobo 2007 y 2008-: Legión, Zagros, Dagaz, Up The Terror y Metástasis, siendo la primera vez que se incluyen bandas de estilos como Thrash y Death metal en el festival, ya que hasta ahora habían participado bandas de heavy metal exclusivamente. Además contó con la presentación de Flower of Quinchoncho, grupo invitado de fusión que no practica ningún estilo de metal.
La segunda fecha de esta edición contó con la presentación de la banda norteamericana Megadeth. Por primera vez se cobró entrada -solo para este día- y su valor estuvo entre los 150 y 180 BsF. Para este día se había anunciado a las bandas Arkángel y Resistencia como teloneros de Megadeth, pero no tocaron, debido a las fuertes lluvias que cayeron durante el día en la ciudad de Valencia y que retrasaron el proceso de montaje de los equipos. Esta fecha del evento fue planeada y gestionada en conjunto con la empresa Profit Producciones.
El evento se realizó en el Polideportivo Misael Delgado sede del Carabobo FC, ubicado en la Avenida Bolívar Norte de la ciudad de Valencia.
Este ha sido el mayor Gillmanfest hasta la fecha, la asistencia ronda las 60 mil personas, además pudo seguirse todo el proceso de organización del mismo desde una página web dedicada exclusivamente a informar todos los detalles del festival. Es la primera vez que un festival de Rock consigue esto en Venezuela.

### Gillmanfest Barinas 2008, Barinas
Con total éxito se llevó a cabo el Gillmanfest Barinas 2008. La leyenda del rock latinoamericano Arkangel, Gillman y Dios Salve a la Reina fueron las grandes bandas embajadoras de la cultura roquera en ese estado llanero, acompañadas por las locales Augurio, Feedback y Diatermia.
Miles de personas disfrutaron este fin de semana de un inolvidable festival que, además de ocho horas de buena música, brindó al público barinés un espectáculo audiovisual nunca antes visto en ese territorio. Una monstruosa tarima, una soberbia iluminación y un potente sonido, lograron que esta edición del Gillmanfest se hiciera sentir en cada rincón de la ciudad.

### Gillmanfest Aragua 2010, Maracay
Esta edición del festival se realizó el 21 de agosto de 2010 en el estacionamiento del Parque Ferial de San Jacinto en Maracay y contó con la presencia de la banda española de heavy metal Lujuria y el tributo estadounidense a Ronnie James Dio, Holydiver, como invitados especiales. Además actuaron las ganadoras del prefestival Pregillmanfest Aragua 2010, Fractus Anomalii, Arastral y Dogma; la banda capitalina Kapinos, como invitados de apertura; Metalfobia, con un tributo a Judas Priest; las consideradas por la organización como "bandas emblemáticas del Estado Aragua" Epitafio y Sexto Sonar; y por supuesto Gillman, banda que antecedió en el show de los españoles.
El evento obtuvo una asistencia de 3000 personas aproximadamente y fue auspiciado por el Instituto Nacional de la Juventud.
Se pudo conocer en una entrevista realizada en Alondra.com.ve al cantante Óscar Sancho de Lujuria, que la agrupación grabaría un DVD en directo en este festival.

### Gillmanfest Aragua II Edición 2010, Maracay
Esta edición se realizó para finalizar el año el 19 de diciembre de 2010, como banda de renombre contó la actuación de Tim "Ripper" Owens, exvocalista de Judas Priest, Iced Earth, también vocalista en ese entonces de su propia banda Beyond Fear, actualmente canta en Yngwie Malmsteen, también contó con la banda Gillman estrenando formación, War Pigs (banda tributo a Black Sabath), Etnika como banda invitada y las bandas nacionales: Aldebarán, Destructor y X Blade; esta última no se pudo presentar, y en su lugar tocaron los trashmetaleros Ashtar Sheran.

### Gillmanfest Barquisimetal 2011, Barquisimeto
La décima edición del Gillmanfest se realizó el sábado 26 de marzo de 2011 en el Complejo Ferial Bicentanario de la ciudad de Barquisimeto, estado Lara. Contó con la participación de Rata Blanca y Tim "Ripper" Owens como bandas internacionales, además de la Banda Californiana The Iron Maidens (considerada como "La única banda tributo femenina de Iron Maiden del mundo") y las bandas nacionales Púah, Elica, Radio Guerrilla, Motorbreath, Amocabel, Akashiaft, Trivu y por supuesto Gillman, este evento aún sostiene el récord de asistencia a un Gillmanfest con un aproximado de 42 mil personas.

### Gillmanfest Cabimas 2011, Cabimas
Esta fue la segunda edición del Gillmanfest realizada en el 2011, por primera vez llega al estado Zulia, se realizó en la Ciudad de Cabimas en el estadio de baseball "Víctor Davalillo" el día 11 de junio. Contó con la participación de las bandas internacionales Trendkill (por primera vez en Venezuela, considerada la banda tributo oficial a Pantera y cuya presentación estuvo magistral solo superada por los verdaderos Pantera en la única visita que nos daría a Venezuela en los 90), Ross The Boss (la banda del guitarrista fundador de Manowar por primera vez en Venezuela) y como gran plato la bestia mexicana Brujería también en su primera presentación en Venezuela, por la región estuvieron los gandores del pregillmanfest Tercer Imperio, Assarion, Nekropolis, Hellbents Rise, Korpus.inc y Armadura, y por su puesto la presentación de Gillman.

### Gillmanfest Caracas 2011 Edición Especial, Caracas
Esta edición se realizó el domingo 14 de agosto de 2011 en el anfiteatro de La Ciec, la Universidad Metropolitana de Caracas.
Las bandas invitadas al evento fueron Maskera sustituyendo a la banda Arkangel (debido a que la banda se retiró días antes del evento), Ashes Dissonath, y Dischord. Y se presentó la banda Testament (siendo su primera presentación en Caracas).

### Gillmanfest Cumaná 2011, Cumaná
Se realizó el sábado 29 de octubre en el sector el monumento de la avenida perimetral de la ciudad de Cumaná, estado Sucre, Contó con la participación de las bandas regionales: Demolition, Anamuc, Rlyeh, Último Amanecer, Rigil Kentaurus y Blackfemia, las bandas Nacionales Resistencia y Banda Gillman así como las bandas Internacionales Trendkill (Tributo a Pantera), Overkill y Rata Blanca.
El festival fue patrocinado por el alcalde de la ciudad de Cumaná Rafael Acuñas y promovido para su realización por María Teresa Gamardo y Emilio Gómez.

### Gillmanfest Aragua III Edición 2011, Maracay
Se realizó esta edición el sábado 26 de noviembre en el Parque de Ferias de San Jacinto de Maracay.
Se presentaron las bandas X Blade, Vórtice, Ekrom Pretorium, Valium 100Kgs, Etinca, y las bandas nacionales Resistencia y Gillman. Y la banda colombiana Kraken. Y se presentó por primera vez en Venezuela celebrando 40 años de rock clásico mundial Uriah Heep en concierto.

### Gilmanfest Caracas Edición Especial de Leyendas 2011, Caracas
Se realizó el domingo 27 de noviembre de 2011 en el saló Ríos Reyna del Teatro Teresa Carreño de Caracas, (siendo el primer Gillmanfest realizado en ese lugar).
Se presentaron las bandas La misma gente, Resistencia, Gillman y la legendaria banda británica Uriah Heep en concierto.

### Gillmanfest Caracas 2012, Caracas
Esta edición se realizó el sábado 31 de marzo de 2013 en la Plaza Diego Ibarra de Caracas.
Se presentaron las bandas Storm Trash, Deja Vu, Exarigon, La misma gente, Grand Bite, Gillman, y se presentaron por primera vez en Venezuela las bandas Tren Loco de Argentina y Destruction de Alemania.

### Gillmanfest Valencia La capital del rock 2012, Valencia
Se realizó esta edición el sábado 25 de agosto de 2012 en el Parque Recreacional Sur de  Valencia Edo Carabobo.
Se presentaron 15 bandas, todas del estado de Carabobo, las cuales eran The bandidos, La vieja guardia, Télex (Taller Experimental de Libre Expresión), Aluvión, Abaddon, Death Mortor, Aborigen, Diente negro, Odín, Thunderhell, Alice In Hell, y las legendarias bandas de rock nacional Spindolla, Arkangel, y Gillman. Y se presentó por primera vez en Venezuela la maquinaria demoledora del metal extremo internacional Fear Factory.

### Gillmanfest Aragua IV Edición 2012 Rock por la integración II, Maracay
Esta edición se realizó el sábado 17 de noviembre de 2012 en el Parque de Ferias de San Jacinto, en Maracay.
Se presentaron las bandas Adn Rock Band, Awes, Gutiroth, Estandarte, Yaguar, Nada, Noxious, Gillman, y se presentaron por primera vez en Venezuela las bandas Barilari de Argentina, y Sepultura de Brasil.

### Gilmanfest Caracas 2013, Caracas
Se realizó el sábado 30 de marzo de 2013 en el estacionamiento del Poliedro de Caracas.
Se presentaron las bandas José Gamboa y El Magno, Aphelium, Human, Convoy, Rencor, Elecktrocirkus, en tributo a AC/DC, Gillman, y se presentó por primera vez en Venezuela la banda inglesa Saxon.

### Gillmanfest Mérida 2013, Mérida
Esta edición se realizó el sábado 4 de mayo de 2013 en la plaza de toros Román Eduardo Sandía Briceño en Mérida.
Se presentaron las bandas Orión, Lanthanum, Subconsciente?, Soberbia, Masiva Energy, Ánimas Negras, Guerra Santa, Máquina, Gillman, y se presentaron por primera vez en Venezuela las bandas Back Sabbath en tributo a la banda Black Sabbath, y la banda creadora del speed metal, un estilo de metal bastante agresivo Annihilator.

### Gilmanfest Caracas 2014, Caracas
Se realizó el sábado 21 de junio de 2014 en el Poliedro de Caracas (siendo el primer Gillmanfest realizado allí, además se hizo para celebrar los 40 años del Poliedro).
Se presentaron las bandas: Arritmia, Sikoticos Armados, Los Callejos, La Reunión (tributo a la misma gente), Máquina, Puño Alzao, Radio Guerrilla, Gillman, y las bandas españolas Sherpa La Voz De La Banda Barón Rojo y el cantante Leo Jiménez.

### Gillmanfest Mérida 2014, Mérida
Esta edición se realizó el sábado 6 de diciembre de 2014 en la plaza de toros Román Eduardo Sandia Briceño, en Mérida.
Se presentaron las bandas Morte Spiritual, Omegua, Antares, Abraxas, Máquina, Gillman, y se presentó por primera vez en Venezuela José Andrëa, la voz mágica de la banda Mägo de Oz.

### Gilmanfest portuguesa 2014, Acarigua
Se realizó el sábado 20 de diciembre de 2014 en el estadio de béisbol Bacciller Julio Hernández Molina, en Acarigua.
Se presentaron las bandas Jarej, Desgarre, Radio Guerrilla, Acción Directa, Nada, War Pigs (tributo a la banda Black Sabbath), Gillman, y se presentaron por primera vez en Venezuela la banda española Soziedad Alkoholika.

### Gilmanfest Falcón 2015, Punto Fijo
Esta edición se realizó el sábado 9 de mayo de 2015 en el Club Manaure de la Comunidad Cardón en la ciudad de Punto Fijo.
Se presentaron las bandas Como agosto 25, Dismorfic, Sacrilegio, Revolución, un tributo a Pink Floyd llamado Paranagua Pink Floyd Show, Gillman, y se presentó por primera vez en Venezuela la banda argentina Malón.

### Gillmanfest Aragua 2015, Maracay
Esta edición se realizó el 20 de junio de 2015 en el estacionamiento del Parque de Ferias de San Jacinto en la ciudad de Maracay.
Se presentaron las bandas Grita, Disconnect, Starok, Ulterior, Sueño Abstracto, Imperial Ceremony, Kapinos, la banda tributo a la misma gente La Reunión, Gillman, y se presentó por primera vez en Venezuela de Argentina La Banda A.N.I.M.A.L.

### Gilmanfest Caracas 2015, Caracas
Esta edición se realizó el sábado 5 de septiembre en la plaza Diego Ibarra de Caracas.
Se presentaron las bandas Canuto's Blues Band, Mythodea, Acción Directa, MasMegaHertz, Terra Nulios, Arrecho, Gillman, y se presentó por primera vez en Venezuela la banda brasileña de hardcore Ratos De Porao.

### Gillmanfest Mérida 2015, Mérida
Esta edición se realizó el sábado 26 de septiembre den el gimnasio de tenis de mesa en el Complejo Deportivo 5 Águilas Blancas en Mérida.
Se presentaron las bandas Hekla, Abaddon, Aluvión, Puño Alzao, Máquina Gillman, y se presentó por primera vez en Venezuela la banda española de thrash metal Angelus Apatrida.

### Gillmanfest Caracas 2016, Caracas
Esta edición se realizó en 2 días, sábado 10 de septiembre de 2016, a partir de las 4:00 de la tarde, y el domingo 11 de septiembre de 2016, a partir de las 2:00 p. m. Con una "Edición Especial" llamada "Leyendas de los 80", se realizaron en el Teatro Teresa Carreño.
Se presentaron las bandas Kasino, interpretando clásicos de La misma gente, Gillman tocando clásicos de Arkangel, y se presentó la legendaria banda española Obús.

### Gillmanfest Aragua 2017, Maracay
Se realizaron el 18 y 19 de marzo en el Teatro de Ópera de Maracay. En conmemoración a Los 40 años de Rock Nacional.
Se presentaron las bandas Rock & Roll Circus tocando grandes clásicos del rock, Gillman quien celebró 40 años de rock nacional, y se presentó por primera vez en Venezuela la banda de rock Cactus.

### Gillmanfest Caracas 2018, Caracas
Esta edición del Gillmanfest se realizó el sábado 24 de marzo de 2018 en el Poliedro de Caracas.
Se presentaron las bandas Enigma 2.0, Escudo, Exarigon, Gatillo, Yugular, Ira de Dios, Kasino, interpretando clásicos de La misma gente en acústico, Gillman con invitados especiales Andrés Csizmadia y Fiorella Arcudi, y se presentó por primera vez en Venezuela la banda española Tierra Santa, cuyo concierto fue grabado para un disco en directo.

### Gillmanfest Carabobo 2018, Valencia
Esta edición se realizó el sábado 5 de mayo de 2018 en el estacionamiento de la Villa Olímpica de Naguanagua en Valencia Edo Carabobo.
Se presentaron las bandas Cany Ensamble, La Tinta banda, Frailes, Alto Voltaje, Aluvión, Kasino, Gillman, con invitados especiales, Eddy Castro, Fiorella Arcudi, Andrés Csizmadia, y la reunión de las bandas originales de los 70 como Sky White Meditation, La Seguridad Nacional y Arkangel, y se presentó por primera vez en Venezuela la legendaria banda española Saratoga.